# Abax parallelepipedus

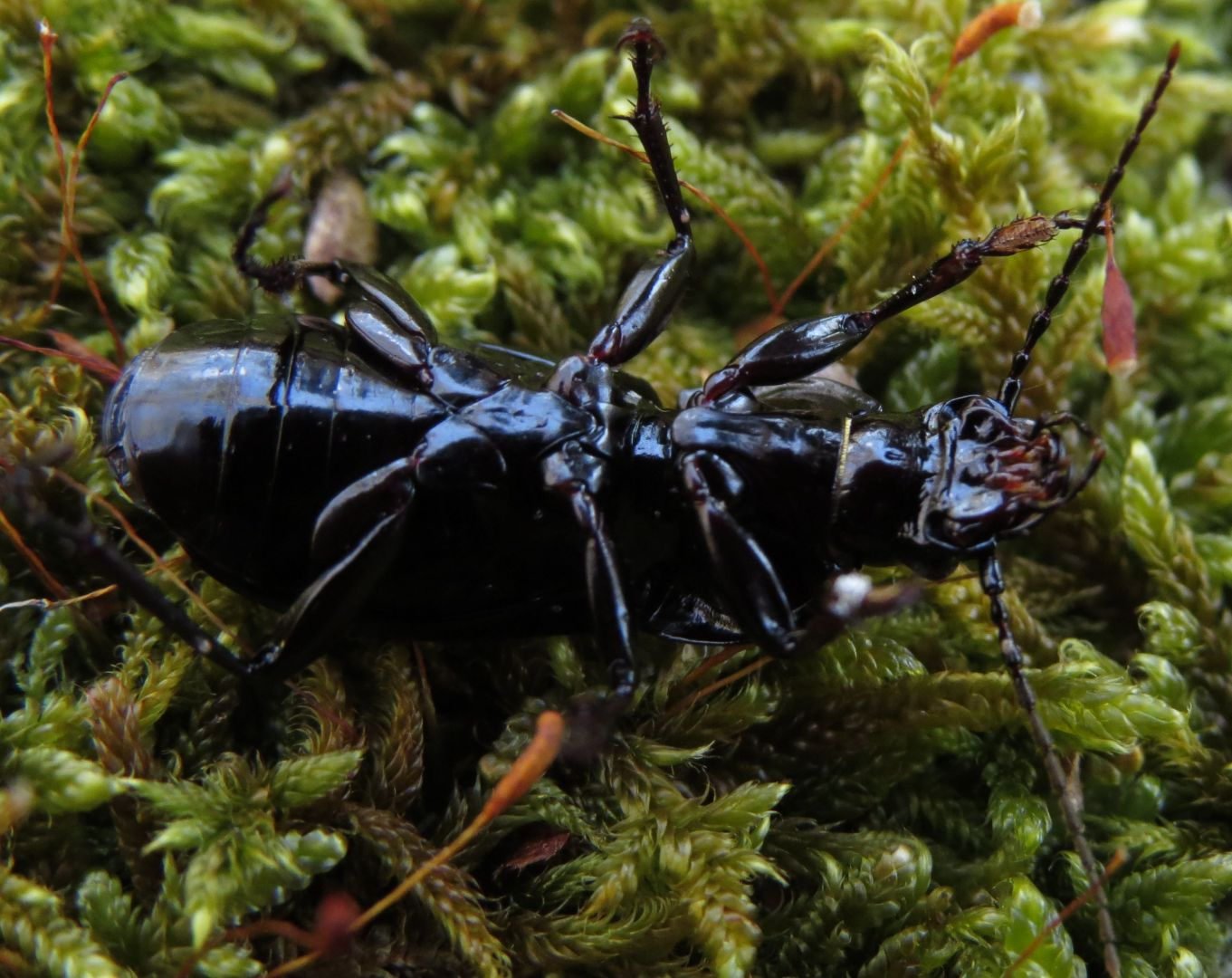
Abax parallelepipedus самец

Abax parallelepipedus (лат.) — вид жуков из семейства жужелиц. Обитает в Европе и Неарктике. Существует множество подвидов этого вида жуков.

## Распространение

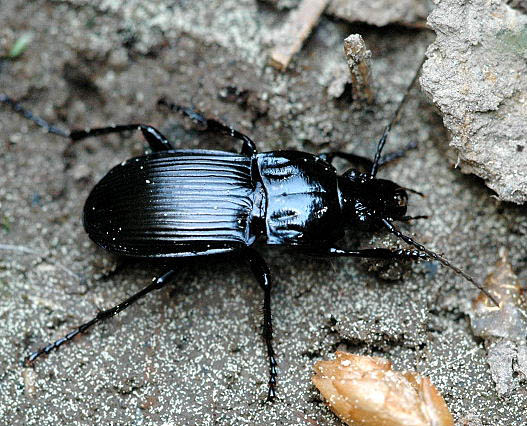

Распространены в Австрии, Бельгии, Болгарии, Боснии и Герцеговине, Великобритании, Венгрии, Германии, Дании (материковая часть), Италии (материковая часть), Испании (континентальная часть), Латвии (сомнительно), Лихтенштейне, Люксембурге, Молдавии, Нидерландах, Норвегии (континентальная часть), Польше, России (Калининградская область, центральные и южные регионы страны), Сербии, Словакии, Словении, Украине, Франции (материковая часть), Хорватии, Чехии, Швеции, Швейцарии и Эстонии.